# Indonesia tại Đại hội Thể thao Đông Nam Á 2007
Indonesia sẽ tham dự Đại hội Thể thao Đông Nam Á 2007 tại thành phố Nakhon Ratchasima, Thái Lan từ ngày 6 đến ngày 16 tháng 12 năm 2007.

## Thành tích

### Bảng huy chương
|      | Môn                       | Vàng | Bạc | Đồng | Tổng |
| ---- | ------------------------- | ---- | --- | ---- | ---- |
| 01.  | Điền kinh                 | 7    | 7   | 5    | 19   |
| 02.  | Cầu lông                  | 7    | 2   | 2    | 11   |
| 03.  | Pencak Silat              | 5    | 3   | 4    | 12   |
| 04.  | Cử tạ                     | 5    | 3   | 1    | 9    |
| 05.  | Đua thuyền Canoe và Kayak | 4    | 5   | 3    | 12   |
| 06.  | Đua xe đạp                | 4    | 3   | 4    | 11   |
| 07.  | Bắn cung                  | 3    | 5   | 1    | 9    |
| 08.  | Karate                    | 2    | 4   | 8    | 14   |
| 09.  | Bowling                   | 2    | 3   | 2    | 7    |
| 10.  | Chèo thuyền               | 2    | 2   | 1    | 5    |
| 11.  | Judo                      | 1    | 3   | 5    | 9    |
| 12.  | Quần vợt                  | 1    | 3   | 3    | 7    |
| 13.  | Vật                       | 1    | 2   | 2    | 5    |
| 14.  | Đua thuyền buồm           | 1    | 2   | 1    | 4    |
| 15.  | Wushu                     | 1    | 1   | 4    | 6    |
| 16.  | Nhảy cầu                  | 1    | 1   | 3    | 5    |
| 17.  | Thể hình                  | 1    | 1   | 2    | 4    |
| 18.  | Billiards và Snooker      | 1    | 1   | 1    | 3    |
| =.   | Taekwondo                 | 1    | 1   | 1    | 3    |
| 20.  | Đua thuyền truyền thống   | 1    | 0   | 2    | 3    |
| 21.  | Bóng chuyền               | 1    | 0   | 1    | 2    |
| =.   | Thể dục dụng cụ           | 1    | 0   | 1    | 2    |
| 23.  | Bóng chuyền bãi biển      | 1    | 0   | 0    | 1    |
| 24.  | Bơi                       | 0    | 5   | 2    | 7    |
| 25.  | Cầu mây                   | 0    | 3   | 1    | 4    |
| 26.  | Đấu kiếm                  | 0    | 2   | 4    | 6    |
| 27.  | Bóng bàn                  | 0    | 1   | 3    | 4    |
| 28.  | Bóng mềm                  | 0    | 1   | 0    | 1    |
| =.   | Bóng rổ                   | 0    | 1   | 0    | 1    |
| =.   | Cưỡi ngựa                 | 0    | 1   | 0    | 1    |
| 31.  | Quyền Anh                 | 0    | 0   | 6    | 6    |
| 32.  | Bắn súng                  | 0    | 0   | 2    | 2    |
| =.   | Golf                      | 0    | 0   | 2    | 2    |
| 34.  | Aerobic                   | 0    | 0   | 1    | 1    |
| =.   | Bóng chày                 | 0    | 0   | 1    | 1    |
| =.   | Bóng đá trong nhà         | 0    | 0   | 1    | 1    |
| =.   | Bóng nước                 | 0    | 0   | 1    | 1    |
| =.   | Muây Thái                 | 0    | 0   | 1    | 1    |
| Tổng | Tổng                      | 56   | 64  | 83   | 203  |

### Vàng
- Bắn cung
  - 1 dây nữ: Ika Yuliana

  - 1 dây đồng đội nữ: Ika Yuliana, Rina Dewi Puspitasari, Sugiharti Gina Rahayu
  - 3 dây nam: Puruhito Igusti Nyoman

- Billiards và Snooker
  - 8 bi đơn nữ: Ticoalu Angeline Magdalena

- Bóng chuyền
  - Đội tuyển nam

- Bóng chuyền bãi biển
  - Nam: Ardiyansah Andy, Darkuncoro Koko

- Bowling
  - Đơn nữ: Roumimper Tannya
  - Master nữ: Limansantoso Sharon

- Cầu lông
  - Đơn nam: Hidayat Taufik
  - Đơn nữ: Yulianti Maria Kristin

  - Đồng đội nam: Gunawan Hendra Aprida, Hidayat Taufik, Kido Markis, Kuncoro Sonny Dwi, Limpele Flandy, Riyadi Joko, Santoso Simon, Setiawan Hendra, Widianto Nova
  - Đồng đội nữ: Bernadet Pia Zebaidah, Firdasari Adriyanti, Liliyana Natsir, Marissa Vita, Novita Jo, Polii Greysia, Yulianti Maria Kristin
  - Đôi nam: Kido Markis, Setiawan Hendra
  - Đôi nữ: Liliyana Natsir, Marissa Vita
  - Đôi nam nữ: Marissa Vita, Limpele Flandy

- Chèo thuyền
  - Thuyền nhẹ bốn nam: Budi Aji Agus, Sukasna Ketut, Deni Prakasa Ramdan, Rodiaman Rodiaman
  - Thuyền nhẹ bốn nữ: Samlia Samlia, Batuwael Femy, Elia Femmy Yuwartini, Ratna Ratna

- Cử tạ
  - 56 kg nam: Eko Yuli Irawan
  - 62 kg nam: Triyatno
  - 69 kg nam: Edi Kurniawan
  - 77 kg nam: Nasution Sandow Waldemar
  - 75 kg nữ: Sinta Darmariani

- Điền kinh
  - 100 m nam: Wibowo Suryo Agung
  - 200 m nam: Wibowo Suryo Agung
  - Marathon nam: Yahuza Yahuza
  - 5.000 nữ: Triyaningsih
  - 10.000 nữ: Triyaningsih
  - 100 vượt rào nữ: Erawati Dedeh
  - Ném đĩa nữ: Ratanawati Dwi

- Đua thuyền buồm

  - Thuyền Mistral (cân nặng): Sulaksana I Gusti Made Oka

- Đua thuyền Canoe và Kayak
  - Kayak đôi nam 500m: Sayadin Sayadin, Silo Silo
  - Kayak đơn nữ 500m: Sarce Arronggear
  - Kayak bốn nữ 500m: Sarce Arronggear, Royani Rais, Rasima Rasima, Kanit Santyawati
  - Canoe đơn nam 1.000m: Eka Octarorianus

- Đua thuyền truyền thống
  - 10 tay chèo 1.000 m nữ

- Đua xe đạp

  - Nội dung đường trường - Nam xuất phát đồng hàng 160.30 km: Hillmant Ryan Ariehaan
  - Nội dung lòng chảo - Tính giờ 500 m nữ: Muzizah Uyun
  - Nội dung lòng chảo - Đua nước rút cá nhân nữ: Muzizah Uyun
  - Nội dung lòng chảo - Đua nước rút đồng đội nữ: Muzizah Uyun, Tri Kusuma Santia, Nurhayati Nurhayati

- Judo
  - Bán nặng dưới 78 kg nữ: Purnamasari Ira

- Karate
  - Kata đồng đội nam: Lolobua Fidelys, Aswar Ismail, Zainuddin Faizal

  - Dưới 70 kg nam: Aswar Ismail

- Nhảy cầu
  - Cầu cứng 10 m nữ: Shenny Amelia

- Pencak Silat
  - Dưới 50 kg nam: Kristianto Diyan
  - Dưới 80 kg nam: Syaifullah Rony
  - Dưới 50 kg nữ: Simbar Pengky
  - Dưới 65 kg nữ: Ni Nyoman Supartini
  - Tunggal nữ: Winarni Tuti

- Quần vợt
  - Đơn nữ: Gumulya Sandy

- Taekwondo
  - Trên 72 kg nữ: Amalia Kurniasih Palupi

- Thể dục dụng cụ
  - Ngựa gỗ nam: Akbar Mohammad Aldilla

- Thể hình
  - Dưới 60 kg nam: Andy Arselawandi

- Vật
  - Dưới 74 kg nam: Fahrian Syah

- Wushu
  - Thái cực quyền nam: Freedy

### Bạc

- Bắn cung
  - 1 dây đồng đội nam: Ali Sofian Mohamad, Sulistyawan Rahmat, Suprianto Hendro
  - 1 dây nữ: Rina Dewi Puspitasari
  - 3 dây đồng đội nam: Kuswantoro, Puruhito Igusti Nyoman, Setijawan Hendra
  - 3 dây nữ: Threesyadinda Dellie
  - 3 dây đồng đội nữ: Threesyadinda Dellie, Handayani Lilies, Heliarti Lilies

- Billiards và Snooker
  - 9 bi đơn nữ: Ticoalu Angeline Magdalena

- Bóng bàn

  - Đôi nam: Handoyo Reno, Hussein Muhammad

- Bóng mềm
  - Đội tuyển nam

- Bóng rổ
  - Đội tuyển nam

- Bowling
  - Ba nam: Lalisang Ryan Leonard, Oscar Oscar, Rumandung Haqi
  - Master nam: Lalisang Ryan Leonard
  - Đồng đội 5 người nữ: Armein Putty Insavilla, Limansantoso Sharon, Roumimper Tannya, Soediyono Happy Ari D., Zalsha Shalima

- Bơi
  - 100 m bơi ngửa nam: Sutanto Glenn
  - 200 m bơi ếch nam: Arfianto Billy
  - 200 m bơi bướm nam: Utomo Donny

  - 400 m 4 kiểu bơi nam: Nasution Muhammad
  - 4x100 m 4 kiểu bơi tiếp sức nam: Wibowo Andy, Sutanto Glenn, Yudhianto Herry, Sam Bera Richard

- Cầu lông
  - Đơn nữ: Firdasari Adriyanti
  - Đôi nữ: Novita Jo, Polii Greysia

- Cầu mây
  - Đôi nam: Hartono Suko, Purnomo Yudi, Uba Husni
  - Đồng đội nam (Regu): Kusdiyanto Eko, Muhammad Nasrum, Purnomo Yudi, Suwarno Edy, Uba Husni
  - Đội tuyển nam

- Chèo thuyền
  - Đôi nam 1 mái chèo: Iswandi Iswandi, Budi Aji Agus
  - Thuyền nhẹ đôi nữ: Masi Sri Rahayu, Bertin Bertin

- Cưỡi ngựa
  - Huấn luyện ngựa đồng đội: Rischka Gading Larasati Iris, Lukito Jeanne, Djolfi Momongan, Ibrahim Lukas

- Cử tạ
  - 85 kg nam: Rahman Hidayat
  - 105 kg nam: Rahman Hidayat
  - 53 kg nữ: Okta Dwi Pramita

- Đấu kiếm

  - Kiếm liễu đơn nữ: Paulany Ratu Fabiola Tirza
  - Kiếm ba cạnh đồng đội nữ: Amahoru Nurul Musfira, Handayani Enni, Rahmayati Dian, Sir Idar Isnawaty

- Điền kinh
  - 400 m vượt rào nam: Purba Zulkarnain
  - 4x100 m tiếp sức nam: Wibowo Suryo Agung, Rahmadi Taufik, Muray John Herman, Akbar Asrul
  - 20 km đi bộ nam: Tobung Kristian Lumban
  - 1500 m nữ: Budiarti Rini
  - 5000 m nữ: Budiarti Rini
  - 20 km đi bộ nữ: Darwati
  - Ném búa nữ: Inggriana Rose Hwrlinda

- Đua thuyền buồm
  - Thuyền Mistral (trẻ): Mustofa
  - Thuyền Mistral (cân nhẹ): Subagiasa I Gede

- Đua thuyền Canoe và Kayak

  - Canoe đơn nam 500m: Eka Octarorianus
  - Canoe đôi nam 500m: Roinadi Roinadi, Asnawir Asnawir
  - Canoe đôi nam 1.000m: Roinadi Roinadi, Asnawir Asnawir
  - Kayak đơn nam 1000m: Sayadin Sayadin
  - Kayak đôi nữ 500m: Sarce Arronggear, Royani Rais

- Đua xe đạp
  - Nội dung đường trường - Tính giờ cá nhân 42 km nam: Susanto Tontonn
  - Nội dung lòng chảo - Đua tính điểm nữ: Tri Kusuma Santia
  - Nội dung địa hình - Đổ đèo nam: Arriyo Sejati Popo

- Judo
  - Bán trung dưới 81 kg nam: Taslim Johanes
  - Trung dưới 90 kg nam: Bayu Krisna
  - Bán nặng dưới 100 kg nam: Ade Sujana

- Karate
  - Dưới 65 kg nam: Dharmawan Donny
  - Dưới 75 kg nam: Mondolu Christo
  - Tự do nam: Usia Motuty Yulisar
  - Dưới 48 kg nữ: Prihastuti Martinel

- Nhảy cầu
  - Cầu cứng 10 m đôi nữ: Shenny Amelia, Herlyani Sukmahati

- Pencak Silat
  - Dưới 55 kg nam: M. Andi Supiantoro
  - Dưới 55 kg nữ: Rosmayani Rosmayani
  - Dưới 65 kg nữ: Fitriani Puspa Endah

- Quần vợt

  - Đồng đội nam: Rungkat Christopher Benjamin, Suwandi Suwandi, Sie Elbert
  - Đồng đội nữ: Gumulya Sandy, Tedjakusuma Romana, Prakusya Wynne Adiati, Widjaja Angelique
  - Đôi nữ: Gumulya Sandy, Tedjakusuma Romana

- Taekwondo
  - Dưới 78 kg nam: Basuki Nugroho

- Thể hình
  - Dưới 70 kg nam: Syafrizaldy

- Vật
  - Dưới 55 kg nam: Ricky Fajar Adi Saputra
  - Dưới 60 kg nam: Erikson Tambunan

- Wushu
  - Trường quyền nam: Mulianto Andrie

### Đồng

- Aerobic
  - Đồng đội ba người: Lontoh Lody, Saputra Ardi Dedek, Amirullah Faizal

- Bắn cung
  - 1 dây nam: Sulistyawan Rahmat

- Bắn súng

  - Súng trường 50 m nằm bắn nữ: Erlinawati Chalid
  - Súng trường 50 m nằm bắn đồng đội nữ: Erlinawati Chalid, Prasasti Yosheefin Shill, Wohartanti Inca Ferry

- Billiards và Snooker
  - Carom 1 băng đơn nam: Tan Kiong An

- Bóng bàn
  - Đồng đội nam: Handoyo Reno, Jacobs Dian D. Michael, Hussein Muhammad, Yon Mardiyono
  - Đôi nam: Jacobs Dian D. Michael, Yon Mardiyono
  - Đôi nữ: Nilasari Ceria, Ferliana Christine

- Bóng chày
  - Đội tuyển nam

- Bóng chuyền
  - Đội tuyển nữ

- Bóng đá trong nhà
  - Đội tuyển nam

- Bóng nước
  - Đội tuyển nam

- Bowling

  - Đồng đội 5 thành viên nam: Lalisang Ryan Leonard, Oscar Oscar, Pulunggono Dennis R., Rumandung Haqi, Yudhira Rangga D.
  - Master nữ: Roumimper Tannya

- Bơi
  - 100 m bơi bướm nam: Wibowo Andy
  - 200 m 4 kiểu bơi nam: Nasution Muhammad

- Cầu lông
  - Đôi nam: Gunawan Hendra Aprida, Riyadi Joko
  - Đôi nam nữ: Liliyana Natsir, Widianto Nova

- Cầu mây

  - Đưa cầu vào 3 rổ tròn nam (Hoop): Wisnu Dwi, Kusdiyanto Eko, Suwarno Edy, Mulyono Hadi, Hartono Suko, Hadi Samsul

- Chèo thuyền
  - Thuyền nhẹ đơn nam: Jamaluddin Jamaluddin

- Cử tạ
  - Trên 105 kg nam: Dedi Aprianto

- Đấu kiếm

  - Kiếm liễu đồng đội nam: Heri Dadan, Ibnu Ismail, Jan Gunarto Ricky Hafidz, Samuel Hardianus
  - Kiếm ba cạnh đơn nam: Manuhutu Agustinus Pieter
  - Kiếm liễu đồng đội nữ: Lelemboto Meylani Anita, Mariana Nova, Paulany Ratu Fabiola Tirza, Rihandini Verdiana
  - Kiếm ba cạnh đơn nữ: Sir Idar Isnawaty

- Điền kinh
  - 200 m nam: Muray John Herman
  - 20 km đi bộ nam: Indra
  - 100 m nữ: Joseph Irene Truitje
  - Nhảy sào nữ: Margawati Ni Putu Desy
  - Ném búa nữ: Arsyad Yurita Arianny

- Đua thuyền buồm
  - Hobie 16: Ario Dipo Subagio, Kris Soebiyantoro

- Đua thuyền Canoe và Kayak
  - Kayak đơn nam 500m: John Feter Matules
  - Kayak đôi nam 1.000m: Diono Diono, Kuat Kuat
  - Kayak bốn nam 1.000m: John Feter Matules, Sayadin Sayadin, Silo Silo, Nursa Lam

- Đua thuyền truyền thống
  - 10 tay chèo 1.000 m nam
  - 10 tay chèo 500 m nữ

- Đua xe đạp

  - Nội dung lòng chảo - Rượt đuổi cá nhân nam: Waseso Projo
  - Nội dung lòng chảo - Đua nước rút cá nhân nam: Suryaman Asep
  - Nội dung lòng chảo - Đua nước rút đồng đội nam: Suryaman Asep, Samai Samai, Setyobudi Wawan
  - Nội dung lòng chảo - Rượt đuổi cá nhân nữ: Nurhayati Nurhayati

- Golf
  - Đồng đội nam: Mauludin Andik, Bennita Yuniarto, Hardjito, Suprapto
  - Đồng đội nữ: Jaya Lidya Ivana, Suharto T Juriah, Sujasmin A R

- Judo
  - Đặc biệt nhẹ dưới 60 kg nam: Irawan Toni
  - Bán nhẹ dưới 66 kg nam: Taslim Peter
  - Nhẹ dưới 73 kg nam: Anggoro Jimmy
  - Nặng trên 100 kg nam: Deni Zulfendri
  - Đặc biệt nhẹ dưới 48 kg nữ: Yuliati

- Karate
  - Kata cá nhân nam: Sani Denies Ibrahim
  - Kumite, đồng đội nam: Maulidin Bambang, Piscessa Yellovin Prsetyo, Dharmawan Donny, Aswar Ismail, Mondolu Christo, Salim Hendro, Usia Motuty Yulisar
  - Dưới 55 kg nam: Maulidin Bambang
  - Dưới 60 kg nam: Piscessa Yellovin Prsetyo
  - Trên 75 kg nam: Salim Hendro
  - Kata cá nhân nữ: Hasanah I In
  - Kata đồng đội nữ: Yulianti Dewi, Eka Yanti Yuli, Tresna Alit
  - Dưới 60 kg nữ: Widyasari Tantri

- Muây Thái
  - Hạng ruồi nhẹ 48 kg nữ: Winda Merawati Purba

- Nhảy cầu
  - Cầu cứng 10 m nam: Mochammad Nasrullah
  - Cầu cứng 10 m đôi nam: Mochammad Nasrullah, Husaini Noor
  - Cầu mềm 3 m đôi nữ: Nani Suryani, Purnama Eka

- Pencak Silat
  - Dưới 60 kg nam: Indratno Suhud
  - Dưới 65 kg nam: Janoko Pujo
  - Dưới 70 kg nam: Fitroh Ramdhani Rahmat
  - Dưới 75 kg nam: Mulyono Mulyono

- Quần vợt
  - Đơn nam: Sie Elbert
  - Đơn nữ: Tedjakusuma Romana
  - Đôi nam: Sie Elbert, Rungkat Christopher Benjamin

- Quyền Anh
  - Hạng pin 45 kg nam: Surati Marten
  - Hạng nhẹ 60 kg nam: Lubis Miftah Rifai
  - Hạng bán nặng 81 kg nam: Pane Muhammad Yunus
  - Hạng pin 46 kg nữ: Yunike Lenda Rotty
  - Hạng ruồi nhẹ 48 kg nữ: Simarmata Rumiris Nursita
  - Hạng gà nhẹ 52 kg nữ: Busira Yunike Abigael

- Taekwondo
  - Dưới 72 kg nam: Yulius Fernando

- Thể dục dụng cụ
  - Cầu thăng bằng nữ: Prahara Dewi

- Thể hình
  - Dưới 55 kg nam: Uus Muhammad Yusuf
  - Dưới 80 kg nam: Adi Fuadi

- Vật
  - Dưới 66 kg nam: Shandi Rhomadon
  - Dưới 84 kg nam: Lothus Malino

- Wushu
  - Tán thủ dưới 52 kg nam: Prayitno
  - Tán thủ dưới 65 kg nam: Senduk Youne Victorio
  - Nam quyền nam: Heriyanto Andrie
  - Trường quyền nữ: Tjhan Susyana